# Arnaud Desplechin
Arnaud Desplechin (francès: [aʁno depləʃɛ̃]; nascut el 31 d'octubre de 1960) és un director de cinema i guionista francès. El 2016, va guanyar el César al millor director per Trois souvenirs de ma jeunesse (2015).

## Vida i carrera
Desplechin va néixer a Roubaix. És fill de Robert i Mado Desplechin, i va créixer amunt al departament del Nord. Té un germà anomenat Fabrice que ha actuat en diverses de les seves pel·lícules, i dues germanes: la novel·lista Marie Desplechin i la guionista Raphaëlle Desplechin.
Arnaud Desplechin va estudiar direcció de cinema a la Universitat de la Sorbonne Nova i després a l'IDHEC, es va graduar el 1984. Va fer tres curtmetratges inspirats en l'obra del novel·lista belga Jean Ray. A finals de la dècada de 1980, Desplechin va treballar com a director de fotografia en diverses pel·lícules.
El 1990, Desplechin va dirigir La vie des morts, protagonitzada per diversos actors que van aparèixer en múltiples pel·lícules de Desplechin, com ara Marianne Dénicourt, Emmanuelle Devos, Emmanuel Salinger. i Thibault de Montalembert. La pel·lícula, de 54 minuts de durada, va guanyar el premi Jean Vigo de curtmetratges i es va projectar al 43è Festival Internacional de Cinema de Canes.
El primer llargmetratge de Desplechin, La Sentinelle, fou estrenat el 1992 al 45è Festival Internacional de Cinema de Canes, starring several actors from La vie des morts protagonitzada per diversos actors de La vie des morts així com Mathieu Amalric, Chiara Mastroianni i Lászlo Szabó, que també s'han convertit en col·laboradors freqüents de Desplechin. La pel·lícula de Desplechin de 1996 Comment je me suis disputé… (ma vie sexuelle) va ser un èxit de crítica.
L'any 2000, Desplechin va fer la seva primera pel·lícula en anglès, Esther Kahn, adaptada d'un conte d'Arthur Symons, i amb Summer Phoenix al paper principal. La pel·lícula va ser vista com un homenatge a l'obra de François Truffaut perquè tracta el coming-of-age (un tema favorit de Truffaut) i utilitza les tècniques cinematogràfiques de la nouvelle vague en que Truffaut va ser pioner.
Tres anys més tard, Desplechin va fer dues pel·lícules adaptant l'obra de teatre d'Edward Bond a Léo, en jouant « Dans la compagnie des hommes »: una mostrava el 70% d'imatges d'assaig i el 30% de la pel·lícula en si; i l'altre amb proporcions inverses. L'any següent, va dirigir Rois et reine, que barrejava comèdia i tragèdia per explicar la història de dos ex-amants interpretats per Amalric i Devos. La pel·lícula també era protagonitzada per Catherine Deneuve en el paper d'una psiquiatra. Rois et reine va ser nominat a diversos premis i Amalric va guanyar el César al millor actor. No obstant això, la polèmica va sorgir quan l'actriu Marianne Denicourt, l'exnòvia de Desplechin, el va acusar de revelar elements de la seva vida privada al guió de Rois et reine. El 2005, va publicar Mauvais génie, que descriu la seva relació amb un director de cinema sense escrúpols anomenat "Arnold Duplancher". L'any 2006 va demandar sense èxit a Desplechin.
L'any 2007, Desplechin va filmar L'Aimée, un documental que mostra el seu pare, el seu germà i els seus nebots a la casa familiar de Roubaix just abans de ser venuda. Aquell mateix any, va filmar el drama familiar Un conte de Noël, protagonitzat per Deneuve, Amalric, Devos i Mastroianni. Aquesta pel·lícula es va projectar en competició a Canes el 2008.
La seva pel·lícula de 2013 Jimmy Picard va ser nominada a la Palma d'Or al 66è Festival Internacional de Cinema de Canes i constitueix la seva cinquena pel·lícula seleccionada a la competició principal. El 2014, va adaptar l'obra de teatre d'Aleksandr Ostrovski El bosc.
Per la pel·lícula dramàtica Trois souvenirs de ma jeunesse (2015), que va dirigir i coescriure, Desplechin va guanyar el Premi César i el Premi Lumières al millor director, i el Premi SACD al 68è Festival Internacional de Cinema de Canes.
El 2016, va ser membre del jurat de la competició principal del 69è Festival Internacional de Cinema de Canes.
El 2019 la seva pel·lícula Roubaix, une lumière fou nominada a la Palma d'Or al 72è Festival Internacional de Cinema de Canes que constitueix la seva setena pel·lícula seleccionada a la competició principal.

## Filmografia
| Any  | Títol                                           | Director | Guionista |
| ---- | ----------------------------------------------- | -------- | --------- |
| 1991 | La vie des morts                                | Sí       | Sí        |
| 1992 | La Sentinelle                                   | Sí       | Sí        |
| 1996 | Comment je me suis disputé… (ma vie sexuelle)   | Sí       | Sí        |
| 2000 | Esther Kahn                                     | Sí       | Sí        |
| 2003 | Léo, en jouant « Dans la compagnie des hommes » | Sí       | Sí        |
| 2004 | Rois et reine                                   | Sí       | Sí        |
| 2008 | Un conte de Noël                                | Sí       | Sí        |
| 2013 | Jimmy P: Psychotherapy of a Plains Indian       | Sí       | Sí        |
| 2015 | Trois souvenirs de ma jeunesse                  | Sí       | Sí        |
| 2017 | Les Fantômes d'Ismaël                           | Sí       | Sí        |
| 2019 | Roubaix, une lumière                            | Sí       | Sí        |
| 2021 | Fantasies d'un escriptor                        | Sí       | Sí        |
| 2022 | Assumptes familiars                             | Sí       | Sí        |

Documental
- L'Aimée (2007)

Televisió
| Any  | Títol       | Director | Guionista | Notes      |
| ---- | ----------- | -------- | --------- | ---------- |
| 2014 | La Forêt    | Sí       | Sí        | Telefilm   |
| 2022 | En thérapie | Sí       | No        | 7 episodis |